# Moropsyche incerta
Moropsyche incerta är en nattsländeart som först beskrevs av Martynov 1936.  Moropsyche incerta ingår i släktet Moropsyche och familjen Apataniidae. Inga underarter finns listade i Catalogue of Life.